# WiTricity
WiTricity Corporation – amerykańska firma zajmująca się technologią bezprzewodowego ładowania z siedzibą w Watertown w stanie Massachusetts. Spin out Massachusetts Institute of Technology (MIT) został założony przez profesora Marina Soljačića w 2007 roku. Technologia WiTricity umożliwia bezprzewodowy transfer energii na odległość za pomocą rezonansu magnetycznego, a firma licencjonuje technologię i projekty referencyjne dla bezprzewodowego ładowania pojazdów elektrycznych, jak również produktów konsumenckich, takich jak laptopy, telefony komórkowe i telewizory.

## Historia
Firma została założona przez profesora Massachusetts Institute of Technology (MIT) Marina Soljačića w 2007 roku. Spin out MIT ma siedzibę w Watertown, Massachusetts. W 2014 roku WiTricity dołączyło do Alliance for Wireless Power (A4WP), które później połączyło się z Power Matters Alliance, tworząc AirFuel Alliance. W 2014 roku Alex Gruzen zastąpił Erica Gilera na stanowisku dyrektora naczelnego (CEO). Morris Kesler pełni funkcję dyrektora ds. technologii (CTO).
W 2017 roku WiTricity zaczęło koncentrować się na systemach ładowania pojazdów elektrycznych bardziej niż na produktach technologii konsumenckiej. Do 2018 roku firma nawiązała współpracę z kilkunastoma firmami motoryzacyjnymi, w tym dziewięcioma z dziesięciu największych na świecie, w zakresie projektów badawczo-rozwojowych. Wśród firm partnerskich znalazły się Audi, Mahle GmbH i Mitsubishi.
W 2018 r. firma WiTricity została uznana przez Bloomberg New Energy Finance za pioniera nowej energii (New Energy Pioneer). W 2019 r. firma nabyła aktywa i prawa własności intelektualnej oraz technologię ładowania indukcyjnego Qualcomm Halo; transakcja obejmowała ponad 1000 patentów i wniosków patentowych, a także projekty technologiczne i licencje, i uczyniła Qualcomm mniejszościowym właścicielem WiTricity. Pod koniec 2020 roku MIT i WiTricity złożyły pozew o naruszenie prawa przeciwko firmie Momentum Dynamics z siedzibą w Pensylwanii w sprawie siedmiu patentów dotyczących bezprzewodowego transferu energii.

### Finansowanie
Przed inwestycją Toyoty w 2011 roku, WiTricity pozyskało około 15 milionów dolarów. Do kwietnia 2013 roku WiTricity uzyskało około 45 milionów dolarów finansowania. Po dodatkowych rundach funduszy w 2015 i 2018 roku, firma zebrała 68 milionów dolarów. Dodatkowo WiTricity pozyskało około 88 milionów dolarów w ramach venture capital do początku 2019 roku. Wśród fundatorów znaleźli się: Delta Electronics, Foxconn, Haier, Intel, Schlumberger i Toyota.
W 2020 r. firma WiTricity zakończyła rundę finansowania o wartości 34 mln USD, której przewodził Stage 1 Ventures z dodatkowym udziałem Air Waves Wireless Electricity i spółki zależnej Mitsubishi Corporation (Americas). Runda została powiększona o dodatkowe 18 milionów dolarów zebranych w styczniu 2021 roku; Tony Fadell był wśród prywatnych inwestorów i dołączył do rady doradczej WiTricity.
W sierpniu 2022 roku WiTricity zakończyło kolejną rundę finansowania, pozyskując 63 miliony dolarów. Największa inwestycja pochodziła od Siemensa, który zainwestował 25 milionów dolarów i nabył mniejszościowy udział w firmie wcześniej w czerwcu 2022 roku. Mirae Asset Capital i Japan Energy Fund dołączyły do rundy wraz z kilkoma innymi powracającymi inwestorami.

## Technologia

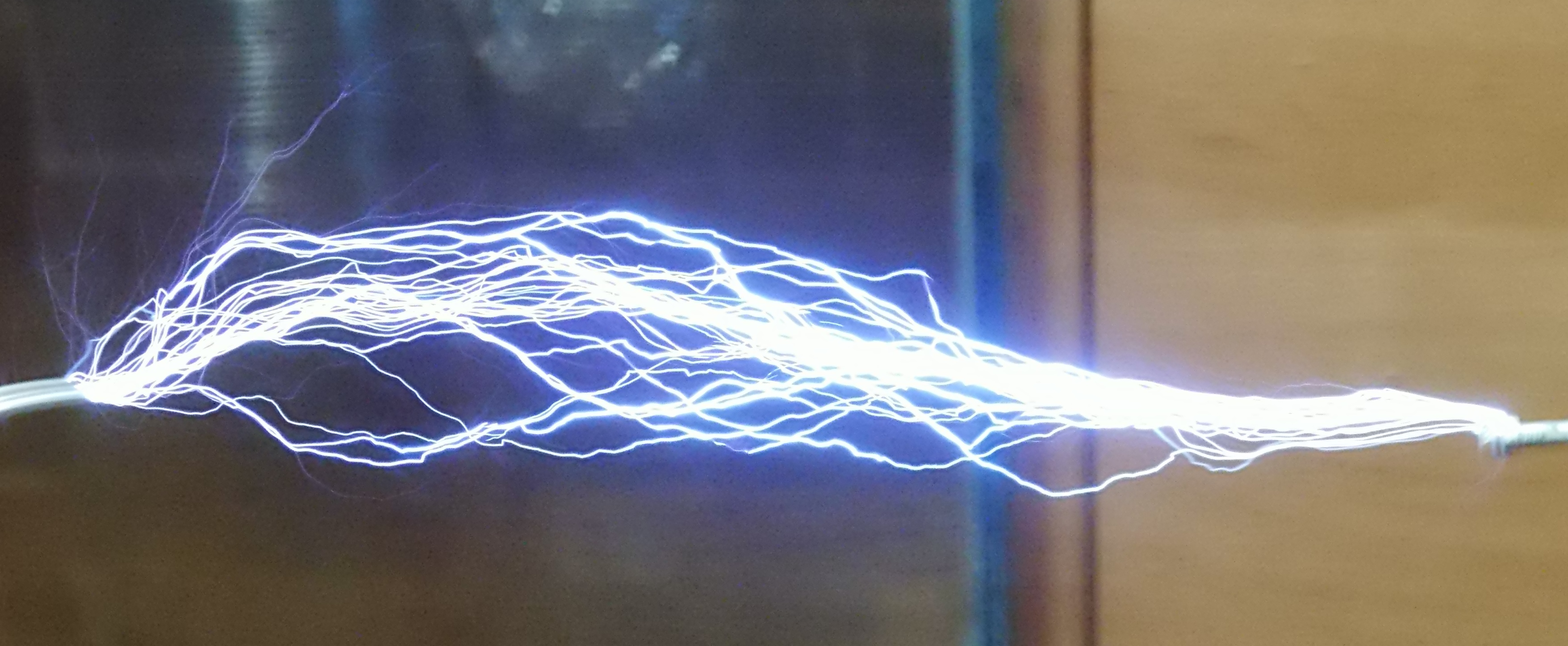
Prąd przepływający między dwoma cewkami elektromagnetycznymi

Technologia WiTricity umożliwia bezprzewodowy transfer energii na odległość za pomocą rezonansu magnetycznego. Prąd zmienny (AC) przepływa przez cewkę elektromagnetyczną w stacji ładowania, tworząc oscylujące pole elektromagnetyczne. Inna cewka rezonująca na tej samej częstotliwości przechwytuje energię pola, a prostownik dostarcza prąd stały do systemu zarządzania baterią. Technologia ta działa przez różne materiały, takie jak kamień, cement, asfalt czy drewno, i ma sprawność konwersji energii end-to-end powyżej 90 procent, co jest równoznaczne z podłączeniem do prądu. Do 2013-2014 roku moc elektryczna osiągnęła 10 W dla urządzeń mobilnych, 6 kW dla pojazdów osobowych oraz 25 kW dla pojazdów ciężarowych i autobusów. Samochody elektryczne z technologią WiTricity mogą ładować się z mocą od 3,6 do 11 kW, a technologia skaluje się do setek kilowatów dla pojazdów ciężkich, takich jak autobusy.

### Zastosowanie
WiTricity zawarło umowy licencyjne z Anjie Wireless, Delphi (Aptiv), Intel, Mahle, TDK, Toyota, i Zhejiang VIE, udzieliło również licencji firmie Thoratec na technologię do produkcji pomp serca zdolnych do automatycznego ładowania. Firma WiTricity zademonstrowała bezprzewodowe ładowanie dla produktów konsumenckich, takich jak laptopy, telefony komórkowe, telewizory i odbiorniki paneli słonecznych. Firma pokazała również, jak technologia może być wykorzystana do bezprzewodowego zasilania hełmów żołnierzy z goglami noktowizyjnymi podczas jazdy Humvee. Wprowadzenie przez Dell w 2017 roku laptop-tabletu Latitude 7285 oznaczało pierwszy komercyjny produkt konsumencki wykorzystujący tę technologię.
W 2018 roku BMW 530e iPerformance stało się pierwszym pojazdem fabrycznie wyposażonym w bezprzewodowe ładowanie, a Hyundai Kona również zademonstrował wykorzystanie tej technologii. W styczniu 2019 roku Honda i WiTricity zademonstrowały bezprzewodowe ładowanie pojazdów vehicle-to-grid na targach Consumer Electronics Show. Technologia była również wykorzystywana w McLaren Speedtail Hyper-GT do 2020 roku. W maju 2020 roku Chiny opublikowały swój krajowy standard bezprzewodowego ładowania samochodów elektrycznych, który uwzględnia technologię WiTricity. WiTricity odegrało kluczową rolę w ustanowieniu standardu J2954 SAE International dla bezprzewodowego transferu energii.